# متحف الشرطة (مصر)
متحف الشرطة، يقع بقلعة صلاح الدين بالقاهرة مع المتحف الحربي، يحتوي متحف الشرطة على العديد من مقتنيات أجهزة الأمن المصرية قديما وحديثا فضلاً عن الأدوات المستخدمة في اقسام الشرطة والقرة قونات وملابس افراد الشرطة وبعض الصور لمشاهير الضباط والمجرمين ومنها صور ريا وسكينة والخط وغيرهم.

## الموقع
تقع المنطقة التي تم اختيارها لإقامة المتحف القومى للشرطة في الجهة الشمالية الغربية من قلعة صلاح الدين الأيوبى في المنطقة التي كان يطلق عليها اسم ساحة العلم ويتميز هذا الموقع بأنه به العديد من المبانى التاريخية والأثرية المدنية والعسكرية ومنها قصر الأبلق الذي تم الكشف عن حفائره عندما قامت هيئة الآثار المصرية - المجلس الأعلى للآثار - بإعداد متحفا للشرطة كما احتوت هذه المنطقة على مركز المدفعية التي أقامها محمد علي باشا في القرن التاسع عشر الميلادي كما تم الكشف في هذه المنطقة على برج السباع والذي استدل على وجوده من الإفريز العلوى والذي تظهر فيه أشكال سباع منحوتة وينسب إلى الظاهر بيبرس الذي أقامه في سنة 1260م.

## المحتويات
ولقد تم افتتاح متحف الشرطة عام 1406هـ/25 يناير سنة 1986م بحضور السيد رئيس الجمهورية محمد حسنى مبارك بمناسبة عيد الشرطة. وقد استلمت أقسام متحف الشرطة على صور وزراء الداخلية منذ عام 1878م بدءا بمصطفى رياض باشا وحتى عام 1984م حيث يبلغ عدد الوزراء 53 وزيرا، هذا بالإضافة إلى صورة شخصية لمحمد على باشا وأسلحة ودروع وخوذات وحراب بالإضافة إلى مجموعة من أوسمة الشرطة. كما قامت إدارة الداخلية بإعداد موجز عن دور مباحث الآثار وتشريعات حماية التراث الأثرى وكذلك نبذة مختصرة عن أدهم الشرقاوى ونشاطه بالمنطقة وبعض العملات المزورة والآلات المستخدمة في التزوير وقسم الاغتيالات السياسية ومعركة الإسماعيلية كما يعرض المتحف أيضا تطور الشرطة من العصر الفرعونى وحتى العصر الحديث على أن أهم ما يجذب السائح والزائر لمتحف الشرطة صورتان لريا وسكينة اللتان كانتا تكونان عصابة لخطف السيدات وقتلهن. وقد استخدم نفس الموقع كسجن أيضا في عهد المماليك للأمراء وتم هدمه في عصر الملك الناصر محمد بن قلاوون عام 1338. كما يحتوي متحف الشرطة على العديد من مقتنيات أجهزة الأمن المصرية قديما وحديثا فضلاً عن الأدوات المستخدمة في اقسام الشرطة والقرقونات وملابس افراد الشرطة وبعض الصور لمشاهير الضباط.